# Francisco Javier de Moya y Jiménez
Francisco Javier de Moya y Jiménez (1849-¿1915?) fue un militar y escritor español.

## Biografía
Nació el 4 de noviembre de 1849. Coronel de artillería, fue autor de títulos como Las islas Filipinas en 1882 (Madrid, 1883), El Cuerpo de Artillería en Oceanía (1893), Monografía de Mindanao (1896), África española (1895), Consideraciones militares sobre la campaña de Cuba (1901), El Ejército y la Marina en las Cortes de Cádiz (Cádiz, 1913). Según Cejador y Frauca, habría fallecido en 1915.